# Brian Hart
Brian Hart, britanski dirkač Formule 1 in ustanovitelj tovarne Hart, * 7. september 1936, Enfield, Middlesex, Anglija, Združeno kraljestvo, † 5. januar 2014.
Brian Hart je pokojni britanski dirkač Formule 1 in ustanovitelj tovarne motorjev Brian Hart Limited. V svoji dirkaški karieri je nastopil le na dirki za Veliko nagrado Nemčije v sezoni 1967, kjer je z dirkalnikom Formule 2 Lotus 48 moštva Lotus Components Ltd. dirko sicer končal, a zaradi več kot treh krogov zaostanka ni bil uvrščen. Po koncu svoje dirkaške kariere je ustanovil tovarno, ki je proizvajala motorje tudi za več moštev Formule 1. Med sezonami 1981 in 1986 ter 1994 in 1997 je 368 dirkalnikov s Hartovimi motorji sodelovalo na 157-ih dirkah Formule 1, na katerih so štiriindvajsetkrat dosegli uvrstitev med dobitnike točk.

## Popolni rezultati Formule 1
(legenda) (odebeljene dirke pomenijo najboljši štartni položaj, poševne pa najhitrejši krog, †-uvrščen kljub odstopu)
| Leto | Moštvo    | Šasija        | Motor               | 1   | 2   | 3   | 4   | 5   | 6  | 7      | 8   | 9   | 10  | 11  | Prv | Toč |
| ---- | --------- | ------------- | ------------------- | --- | --- | --- | --- | --- | -- | ------ | --- | --- | --- | --- | --- | --- |
| 1967 | Privatnik | Lotus 48 (F2) | Cosworth Straight-4 | JAR | MON | NIZ | BEL | FRA | VB | NEM NC | KAN | ITA | ZDA | MEH | -   | 0   |